# Telecinco Cinema
Telecinco Cinema, S.A.U. es una compañía de producción de películas españolas cuya propiedad es del grupo Mediaset España. Ha producido numerosos largometrajes de éxito de todos los géneros, la mayoría de ellos reconocidos internacionalmente y llegando a convertirse en un referente de la industria del cine español. También destacar la realización de telefilmes aunque solamente para su emisión en las cadenas del grupo. Una vez producida la película, se lanza al mercado nacional —o internacional— a través de las distribuidoras de cine y en cuanto a las miniseries, es normalmente Telecinco quien las emite en televisión.
Por otro lado, destacar que la productora española de cine —participada por Mediaset España—, ha trabajado además con grandes directores del cine español, entre ellos: Álex de la Iglesia, Juan Antonio Bayona, Pedro Almodóvar, Agustín Díaz Yanes. A pesar de que principalmente la empresa apuesta por proyectos apoyados por cineastas españoles, también favorece el fomento de nuevos talentos. En este sentido, se ha impulsado la carrera de directores como Juan Carlos Fresnadillo por la película Intacto, Gabe Ibáñez por Hierro, Gonzalo López-Gallego por El rey de la montaña entre otros tantos más.

## Historia
El 23 de septiembre de 1996, el grupo Gestevisión Telecinco constituyó en Madrid la empresa Digitel 5, S.A.U. El objeto de éste, incluyó principalmente, aunque no con carácter exclusivo, la prestación de servicios cinematográficos. En noviembre de 1999, la empresa formalizó su inscripción en el Registro Mercantil para notificar el cambio de denominación social de Digitel 5 por el de Estudios Picasso Fábrica de Ficción. Años después, en mayo de 2007, Estudios Picasso se inscribe en el cambio de denominación social y pasa a ser Producciones Cinematográficas Telecinco. A los pocos meses del cambio de registro, en noviembre del mismo año, la compañía vuelve a inscribirse de nuevo en el Registro Mercantil para el cambio de nombre a Telecinco Cinema, S.A.U.

## Producciones
Los títulos producidos más sonados de la compañía han sido o son Lo imposible, Ágora, Alatriste, Ocho apellidos vascos, No habrá paz para los malvados, Un monstruo viene a verme o la primera película de parodia española, Spanish Movie. En cuanto a películas de animación, Telecinco Cinema ha coproducido junto a otras empresas el largometraje Las aventuras de Tadeo Jones, siendo el primer proyecto de no ficción de la compañía.

## Década de 2000

### Año 2000
- La gran vida; cine (11 de octubre de 2000) (1.433,373€)

### Año 2001
- El gran marciano; cine (16 de febrero de 2001)
- Noche de reyes; cine (21 de diciembre de 2001)

### Año 2002
- El otro lado de la cama; cine (5 de julio de 2002) (12.610,725€)

### Año 2004
- Torapia; cine (6 de agosto de 2004) ( - )
- El lobo; cine (5 de noviembre de 2004) (7.750,456€)

### Año 2005
- Los 2 lados de la cama; cine (21 de diciembre de 2005) (7.391,907€)

### Año 2006
- Alatriste; cine (1 de septiembre de 2006) (16.648,437€)
- El laberinto del fauno; cine (11 de octubre de 2006) (8.902,863€)

### Año 2007
- La caja Kovak; cine (12 de enero de 2007) (1.327,051€)
- El orfanato; cine (11 de octubre de 2007) (25.061,449€)
- Salir pitando; cine (21 de septiembre de 2007) (519.629€)

### Año 2008
- Los crímenes de Oxford; cine (18 de enero de 2008) (7.937,810€)
- Todos estamos invitados; cine (11 de abril de 2008) (284.112€)
- Casual Day; cine (9 de mayo de 2008 (559.231€)
- Gente de mala calidad; cine (11 de julio de 2008 (202.596€)
- Eskalofrío; cine (18 de julio de 2008) (888.408€)
- Che: el argentino; cine (5 de septiembre de 2008) (6.114,055€)
- El rey de la montaña; cine (12 de septiembre de 2008) (337.669€)
- La desconocida; cine (26 de septiembre de 2008) ( - )
- Santos; cine (10 de octubre de 2008) ( - )
- Transsiberian; cine (24 de octubre de 2008) (1.723,369€)
- Que parezca un accidente; cine (14 de noviembre de 2008) ( - )

### Año 2009
- Che: guerilla; cine (27 de febrero de 2009 (386.877€)
- Imago Mortis; cine (24 de julio de 2009 (225.364€)
- Ágora; cine (9 de octubre de 2009) (21.391,197 €)
- Celda 211; cine (6 de noviembre de 2009) (12.086,061€)
- Spanish Movie; cine (4 de diciembre de 2009 (4.991,917€)

## Década de 2010

### Año 2010
- Hierro; cine (15 de enero de 2010) (254.328€)
- El mal ajeno; cine (18 de marzo de 2010 (529.328€)
- Rabia; cine 28 de marzo de 2010 (120.000€)
- Agnosia; cine (5 de noviembre de 2010 (229.646€)

### Año 2011
- La daga de Rasputín; cine (14 de enero de 2011 (534.616€)
- Amigos...; cine (8 de julio de 2011 (1.407,003€)
- No habrá paz para los malvados; cine (23 de septiembre de 2011 (3.461,722€)
- Verbo; cine (4 de noviembre de 2011 (200.000€)

### Año 2012
- Lo mejor de Eva; cine (10 de febrero de 2012 (748.910€)
- Las aventuras de Tadeo Jones; cine (31 de agosto de 2012 (18.407,080€)
- Lo imposible; cine (11 de octubre de 2012 (42.444,290€)

### Año 2013
- Afterparty; cine (13 de septiembre de 2013) (56.684€ )
- Séptimo; cine (8 de noviembre de 2013 (2.978,393€)

### Año 2014
- Ocho apellidos vascos; cine (14 de marzo de 2014) (56.194,668€)
- Carmina y amén; cine (30 de abril de 2014 (1.961,359€)
- Perdona si te llamo amor; cine (30 de abril de 2014 (2.143,305€)
- El Niño; cine (29 de agosto de 2014 (16.277,471€)
- Paco de Lucía: La búsqueda; cine (24 de octubre de 2014 (34.267€)

### Año 2015
- Negociador; cine (13 de marzo de 2015) (176.409€)
- Atrapa la bandera; cine (28 de agosto de 2015) (11.095,946€)
- Regresión; cine (2 de octubre de 2015) (8.933,226€)
- Ocho apellidos catalanes; cine (20 de noviembre de 2015) (36.146,427€)

### Año 2016
- Cien años de perdón; cine (4 de marzo de 2016) (6.676,116€)
- Kiki, el amor se hace; cine (1 de abril de 2016) (6.195,929€)
- Un monstruo viene a verme; cine (7 de octubre de 2016) (26.544,501€)
- Omega; cine (18 de noviembre de 2016 (30.863€)

### Año 2017
- Es por tu bien; cine (24 de febrero de 2017) (9.536,256€)
- Tadeo Jones 2: El secreto del rey Midas; cine (25 de agosto de 2017) (17.934,080€)
- El secreto de Marrowbone; cine (27 de octubre de 2017) (7.344,043€)
- Perfectos desconocidos; cine  (1 de diciembre de 2017) (30.986,570€)

### Año 2018
- El cuaderno de Sara; cine (2 de febrero de 2018) (5.197,167€)
- Sanz: Lo que fui es lo que soy; cine (19 de abril de 2018) (298.662€)
- Yucatán; cine (31 de agosto de 2018) (5.142,198€)
- Ola de crímenes; cine (5 de octubre de 2018) (3.040,874€)
- Superlópez; cine (23 de noviembre de 2018) (12.762,399€)

### Año 2019
- Lo dejo cuando quiera; cine (12 de abril de 2019) (11.376,111€)
- Aute retrato; cine (13 de septiembre de 2019) (57.004€)
- Si yo fuera rico; cine (15 de noviembre de 2019) (12.579,233€)

## Década de 2020

### Año 2020
- Adú; cine (31 de enero de 2020) (6.391,473€)

### Año 2021
- Operación Camarón; cine (24 de junio de 2021) (3.344,704€)
- Way Down; cine (12 de noviembre de 2021) (6.094,384€)

### Año 2022
- Malnazidos;  cine (11 de marzo de 2022) (1.075,108€)
- Ángel Nieto. Cuatro vidas; documental (directo a Amazon Prime Video) (30 de junio de 2022)
- Sapo, S.A. Memorias de un ladrón; documental (directo a Amazon Prime Video) (8 de julio de 2022)
- Tadeo Jones 3: La tabla esmeralda; cine (26 de agosto de 2022) (11.833,115€)
- Rainbow; cine (directo a Netflix) (23 de septiembre de 2022)
- El cuarto pasajero; cine (28 de octubre de 2022) (4.389,286€)

### Año 2023
- Mari(dos); cine (10 de marzo de 2023) (4.070,117€)
- ¡Vaya vacaciones!; cine (21 de abril de 2023) (4.803,875€)
- Mi otro Jon; cine (20 de octubre de 2023) (618.502€)
- Ocho apellidos marroquís; cine (1 de diciembre de 2023) (13.077,354€)

### Año 2024
- Menudas piezas; cine (12 de abril de 2024) (2.546,077€)
- Odio el verano; cine (23 de agosto de 2024) (5.211,711€)
- Al otro barrio; cine (5 de diciembre de 2024) (1.124,457€)

### Año 2025
- Wolfgang (extraordinario); cine (14 de marzo de 2025) (3.969,761€)
- Los Muértimer; cine (14 de agosto de 2025)
- Todos los lados de la cama; cine (14 de noviembre de 2025)

### Año 2026
- Aída y vuelta; cine (30 de enero de 2026)

### Telefilmes
- 2007: Masala
- 2009: La ira
- 2009: Paquirri
- 2010: Alfonso, el príncipe maldito
- 2010: El pacto
- 2010: Inocentes
- 2010: La duquesa
- 2010: Vuelo IL 8714
- 2010: Felipe y Letizia
- 2010: Alakrana
- 2011: 11-M, para que nadie lo olvide
- 2011: Rocío Dúrcal, volver a verte
- 2011: Tita Cervera, la baronesa
- 2012: Carmina
- 2012: María de Nazaret
- 2012: Las mil y una noches
- 2012: Mi gitana
- 2013: Anna Karenina
- 2013: Niños robados
- 2013: Mario Conde, los días de gloria
- 2014: La Bella y la Bestia
- 2014: El Rey
- 2014: Hermanos
- 2015: Los nuestros
- 2016: Lo que escondían sus ojos
- 2016: El padre de Caín